# 2072
- Wikisource

| Calendário gregoriano                                                        | 2072 MMLXXII                         |
| Ab urbe condita                                                              | 2825                                 |
| Calendário arménio                                                           | 1522 – 1523                          |
| Calendário bahá'í                                                            | 228 – 229                            |
| Calendário budista                                                           | 2616                                 |
| Calendário chinês                                                            | 4768 – 4769 Início a 19 de fevereiro |
| Calendário copta                                                             | 1788 – 1789                          |
| Calendário etíope                                                            | 2064 – 2065                          |
| Calendários hindus - Vikram Samvat - Calendário nacional indiano - Cáli Iuga | 2127 – 2128 1993 – 1994 5172 – 5173  |
| Calendário Holoceno                                                          | 12072                                |
| Calendário islâmico                                                          | 1495 – 1496                          |
| Calendário judaico                                                           | 5832 – 5833                          |
| Calendário persa                                                             | 1450 – 1451 Início a 20 de março     |
| Calendário rúnico                                                            | 2322                                 |
| Calendário solar tailandês                                                   | 2615                                 |

2072 (MMLXXII, na numeração romana) será um ano bissexto do século XXI que começará numa sexta-feira, segundo o calendário gregoriano. As suas letras dominicais serão CB. A terça-feira de Carnaval ocorrerá a 23 de fevereiro e o domingo de Páscoa a 10 de abril. Segundo o horóscopo chinês, será o ano do Dragão, começando a 19 de fevereiro.

| Evento                                                   | Data            | Hora  |
| -------------------------------------------------------- | --------------- | ----- |
| Aquário                                                  | 20 de janeiro   | 05:45 |
| Peixes                                                   | 18 de fevereiro | 19:43 |
| primavera no hemisfério norte e outono no hemisfério sul |                 |       |
| Carneiro/equinócio                                       | 19 de março     | 18:21 |
| Touro                                                    | 19 de abril     | 04:55 |
| Gémeos                                                   | 20 de maio      | 03:35 |
| verão no hemisfério norte e inverno no hemisfério Sul    |                 |       |
| Caranguejo/solstício                                     | 20 de junho     | 11:14 |
| Leão                                                     | 21 de julho     | 22:04 |
| Virgem                                                   | 22 de agosto    | 05:22 |
| Outono no Hemisfério Norte e Primavera no Hemisfério Sul |                 |       |
| Balança/equinócio                                        | 22 de setembro  | 03:28 |
| Escorpião                                                | 22 de outubro   | 13:20 |
| Sagitário                                                | 21 de novembro  | 11:20 |
| inverno no hemisfério norte e verão no hemisfério sul    |                 |       |
| Capricórnio/solstício                                    | 21 de dezembro  | 00:56 |

| UTC: Portugal Continental, Madeira, Guiné-Bissau e São Tomé e Príncipe Subtrair (-): 1 h nos Açores e Cabo Verde 2 h nas Ilhas oceânicas brasileiras 3 h em Brasília, em Goiás, na Amazônia Oriental Brasileira e no nordeste, sudeste e sul brasileiros 4 h na Amazônia Ocidental Brasileira, Mato Grosso e Mato Grosso do Sul 5 h no Acre e sudoeste do Amazonas Adicionar (+): 1 h em Angola e Guiné Equatorial 2 h em Moçambique 8 h em Macau 9 h em Timor-Leste. |
| Adicionar uma hora durante a vigência do horário de verão: Portugal Continental : De 27 de março a 30 de outubro de 2072 |

| Ano completo                          |
| ------------------------------------- |
| Ano bissexto com início à sexta-feira |

## Eventos esperados e previstos
- Ano do Dragão de Água, segundo o horóscopo chinês.

Março
- 4 a 5 de março - Eclipse lunar total[1]
- 19 de março - Eclipse solar parcial[2]

Agosto
- 28 a 29 de agosto - Eclipse lunar total[3]

Setembro
- 12 de setembro - Eclipse solar total[4]